# Fédération nationale de l'aviation et de ses métiers
La Fédération nationale de l'aviation et de ses Métiers (FNAM), créée en 1990, est la principale organisation professionnelle dans le transport aérien français. Elle représente plus de 370 entreprises, soit 95 % du secteur aérien dont 6 compagnies aériennes Françaises sur les 100 compagnies existantes.
Le président de la FNAM est Pascal de Izaguirre, PDG de Corsair. Il remplace en juin 2022 Alain Battisti qui a dirigé la fédération pendant neuf ans.

## Rôles
La FNAM participe à la promotion et au développement de l'aviation commerciale et assure l'information et la représentation des intérêts collectifs de la profession sur les questions économiques, sociales, environnementales, techniques et réglementaires,,,,.
Dans son rôle de partenaire institutionnel du dialogue social à l'échelle de la branche, la FNAM contractualise les rapports sociaux et fait évoluer, au travers de la négociation, les conventions collectives relatives aux conditions d'emploi et de travail.
Elle a pour but de promouvoir le dialogue social, l'emploi, la formation, la sécurité, la sûreté aérienne, le développement durable.

## Groupements professionnels membres
La FNAM compte huit groupements professionnels :
- La CSTA (Chambre Syndicale du Transport Aérien) ;
- La CSAE (Chambre Syndicale de l'Assistance en Escale) ;
- L’EBAA France (European Business Aviation Association – Aviation d'Affaires) ;
- Le GIPAG (Groupement des Industriels et Professionnels de l'Aviation Générale) ;
- Le GPMA (Groupement des Professionnels des Métiers de l'Aérien) ;
- Le SNEH (Syndicat National des Exploitants d'Hélicoptères) ;
- L’UAF (Union des Aéroports Français)

Ces groupements sont répartis par métiers : le transport de passagers et l’aviation d’affaires, le taxi aérien, le transport par hélicoptères, le transport de fret, la maintenance aéronautique, les services aéroportuaires, le travail aérien, et les écoles de formation en aéronautique.